# Сениця (Словаччина)
Сениця (Сеніца, словац. Senica, угор. Szenice) — місто, громада, адмінцентр округу Сениця, Трнавський край, західна Словаччина. Кадастрова площа громади — 50,29 км². Населення — 20 342 особи (за оцінкою на 31 грудня 2017 р.).
Розташоване за ~40 км на північ–північний захід від адмінцентра краю міста Трнава.
Перша згадка 1217 року.

## Географія
Водойма — річка Теплиця, впадає в р. Миява на східних околицях міста. Протікають Пасецький потік і Обрадзновський потік..

## Транспорт
автошляхи
- II/51
- III/590

Аеродром Senica 48°39′30″ пн. ш. 17°19′40″ сх. д..
Залізнична станція Senica.

## Населення
| Рік:            | 1994.  | 2004.   | 2014.   | 2024.   |
| --------------- | ------ | ------- | ------- | ------- |
| Кількість осіб: | 21 038 | 21 028  | 20 352  | 19 137  |
| Різниця:        |        | -0,04 % | -3,21 % | -5,96 % |

| Рік:            | 2023.  | 2024.   |
| --------------- | ------ | ------- |
| Кількість осіб: | 19 280 | 19 137  |
| Різниця:        |        | -0,74 % |

## Відомі люди
- Роберт Деме — словацький хокеїст.